# Argyreia atropurpurea
Argyreia atropurpurea är en vindeväxtart som först beskrevs av Nathaniel Wallich, och fick sitt nu gällande namn av Raiz. Argyreia atropurpurea ingår i släktet Argyreia och familjen vindeväxter. Inga underarter finns listade i Catalogue of Life.